# Saw V
Saw V é o quinto filme de terror da franquia Saw. Foi lançado no dia 31 de outubro de 2008, seguindo a tradição dos filmes anteriores, lançados nas sextas-feiras anteriores ao Dia das Bruxas. Diferentemente dos últimos três filmes, Saw V foi dirigido por David Hackl, que foi o designer de produção em Saw II, Saw III e Saw IV. Estrelado por Tobin Bell, Shawnee Smith, Costas Mandylor e Betsy Russell. O filme tem duração parecida com os filmes anteriores, sendo exibido, sem cortes, durante 92 minutos.[carece de fontes?]

## Enredo
Um homem chamado Seth (Joris Jarsky) se encontra em uma armadilha com uma lâmina em forma de pêndulo suspensa sobre seu corpo. Seth é um assassino liberado da prisão perpétua devido a uma tecnicalidade. Ele recebe instruções para apertar botões dentro de dois aparatos, que culminarão no esmagamento de suas mãos, mas também na desativação do pêndulo. Relutante, ele aperta os botões, mas o pêndulo desce da mesma forma e o corta ao meio, o que significa que a armadilha não tinha escapatória e por isso não foi criada por Jigsaw (Tobin Bell).
Em uma cena do filme de Saw IV, Strahm (Scott Patterson) entra no quarto onde Jigsaw morreu e atira em Jeff Reinhart (Angus Macfadyen) para se defender, matando-o. Segundos depois, alguém tranca a porta do local. Ele sai por uma porta secreta, e encontra um gravador. A fita o avisa que ele pode encontrar salvação ou morrer nesta sala, e o pede para fazer a escolha certa. Ele ignora e é atacado por alguém que estava usando uma máscara de porco. Ele acorda em uma das armadilhas de Jigsaw com a cabeça presa em uma caixa de vidro, que começa a se encher com água. Para se salvar, ele realiza uma traqueostomia com um tubo de caneta. A polícia chega ao local, e Hoffman (Costas Mandylor) surge carregando Corbett Reinhart (Niamh Wilson), dizendo que a salvou. Strahm é levado ao hospital, vivo, mas muito ferido. O chefe de polícia anuncia que os crimes de Jigsaw chegaram ao fim. Jill Tuck (Betsy Russell) recebe uma fita de vídeo e uma caixa do advogado de John. O conteúdo da caixa, de acordo com John, é muito importante para ela. Após ver o que a caixa continha, Jill deixa o escritório sem revelar ao advogado o que viu.
Revela-se que a agente Perez (Athena Karkanis) morreu por conta dos ferimentos que recebeu em uma armadilha em Saw IV, e Strahm conta a Hoffman que suas últimas palavras foram seu nome. Strahm volta a seu escritório e começa a investigar todas as vítimas ligadas a Jigsaw, descobrindo então que Seth assassinou a irmã de Hoffman e conclui que a armadilha de Seth foi feita por Hoffman. Strahm deduz que Jigsaw usou tal fato para chantagear Hoffman e forçá-lo a ajudá-lo, e em um flashback é mostrado que Hoffman ajudou Jigsaw a colocar Paul Stallberg (Mike Butters) em uma armadilha em Saw, preparou a casa envenenada em Saw II, e conversou com Jigsaw antes de deixá-lo com Lynn Denlon (Bahar Soomekh) e Amanda (Shawnee Smith) em Saw III.
Cinco pessoas acordam no esgoto, em uma armadilha que os prende pelo pescoço a lâminas de guilhotina, e com caixas de vidro contendo chaves para libertá-los no outro lado da sala. Mallick (Greg Bryk) se precipita e corre para pegar a chave, iniciando a contagem. Charles (Carlo Rota) puxa a corda, fazendo Mallick cair. Mallick puxa a corda com muita força, fazendo a corda de Ashley (Laura Gordon) puxá-la para trás. O tempo acaba e Ashley é decapitada.
Charles, Mallick, Luba (Meagan Good) e Brit (Julie Benz) seguem para o próximo aposento, onde precisam quebrar jarras para encontrar chaves para abrigos antes que uma bomba exploda. Charles quebra todas as jarras após atacar Mallick, e quando está prestes a entrar em um abrigo, Luba o acerta com um taco de madeira. O trio entra nos abrigos e Charles morre na explosão. Luba, Mallick e Brit entram na sala seguinte, onde devem completar um circuito para abrir a porta, mas os cabos que precisam ligar não têm o tamanho necessário. Brit mata Luba, e juntamente com Mallick usa seu corpo para ligar os cabos e completar o circuito. A porta se abre.
No teste final ambos devem encher uma jarra com o próprio sangue para abrir a porta final. As armadilhas são cinco buracos que possuem serras circulares. Eles percebem que desde o início tinham que ajudar um aos outros: na primeira fase a chave era a mesma, na segunda fase as câmaras podiam abrigar mais de uma pessoa, na terceira fase era para cada um segurar um cabo e levar um pequeno choque, e sem outras opções, Brit e Mallick começam a serrar seus braços para encher a jarra com sangue. Enquanto isso, Hoffman deixa o telefone celular de Strahm na casa onde o jogo ocorre para evidenciá-lo como comparsa de Jigsaw. Brit e Mallick enchem a jarra, e o chefe de Strahm, Erickson (Mark Rolston) chega ao local. Ambos desmaiam enquanto Erickson pede apoio policial.
Após encontrar o celular de Strahm junto com os arquivos de Jigsaw, Erickson acredita que Strahm é outro aliado de Jigsaw. Strahm segue Hoffman até o local do jogo atual, e chega em uma sala com uma caixa com vidro quebrado e um gravador. A fita pede que Strahm tenha confiança e entre na caixa ou não sobreviverá. Hoffman chega e após uma briga, Strahm o tranca dentro da caixa. As paredes começam a se juntar e a caixa entra no chão, se protegendo das paredes. Strahm é esmagado enquanto Hoffman observa por baixo.

## Elenco
| Ator            | Papel                 |
| --------------- | --------------------- |
| Tobin Bell      | John Kramer / Jigsaw  |
| Shawnee Smith   | Amanda Young          |
| Costas Mandylor | Detetive Mark Hoffman |
| Betsy Russell   | Jill Tuck             |
| Scott Patterson | Agente Peter Strahm   |
| Julie Benz      | Brit Steddison        |
| Meagan Good     | Luba Gibbs            |
| Mark Rolston    | Dan Erickson          |
| Carlo Rota      | Charles Saumn         |
| Greg Bryk       | Mallick Scott         |
| Laura Gordon    | Ashley Kazon          |
| Mike Butters    | Paul Leahy            |
| Joris Jarsky    | Seth Baxter           |
| Samantha Lemole | Pamela Jenkins        |